# Félix Labrador Arroyo
Félix Labrador Arroyo (23 de abril de 1973) es un historiador español especializado en Edad Moderna, en concreto en la corte y la casa real portuguesa en el periodo 1580-1640.

## Trayectoria
Se formó  en la Universidad Autónoma de Madrid (UAM) donde fue discípulo de José Martínez Millán, uno de los principales representantes de la corriente historiográfica que analiza las relaciones clientelares y los grupos de poder, en especial durante la Edad Moderna. Desde 2007, ejerce como profesor en la Universidad Rey Juan Carlos de Madrid.
Sus principales líneas de investigación se centran en la Corte y la Casa Real portuguesa durante el periodo conocido como "La Unión de Coronas" que abarca desde 1580 hasta 1640, momento en el que la Corona portuguesa se integró en el entramado de la Monarquía Hispana. En este sentido, Félix Labrador analiza en sus estudios los diferentes departamentos que existían en la corte portuguesa, sus funciones, los personajes que ejercían los oficios más importantes, así como los modos de integración de las élites políticas, sociales y económicas. Además, cuenta con una segunda línea de interés acerca de la evolución política e institucional, así como la organización de las diferentes casas reales desde el periodo de Isabel la Católica hasta Margarita de Austria.

## Obras
- Labrador Arroyo, Félix (2007). La casa real portuguesa de Felipe II y Felipe III: la articulación del reino a través de la integración de las élites de poder (1580-1621). Tesis doctoral dirigida por José Martínez Millán. Disponible en Academia.edu
- Labrador Arroyo, Félix (2010). La casa real en Portugal (1580-1621). Madrid: Polifemo.
- Gambra Gutiérrez, Andrés y Labrador Arroyo, Félix (2010). Evolución y estructura de la casa real de Castilla. Madrid: Polifemo.
- Labrador Arroyo, Félix y Santero Sánchez, Rosa (2012). Evaluación global de los resultados del aprendizaje en las titulaciones dentro del Espacio Europeo de Educación Superior. Madrid: Dykinson.